# 五常大米
五常大米（ごじょうだいまい、拼音:Wǔcháng Dàmǐ、仮名転写:ウーチャンダーミー）は、中華人民共和国最良質米産地黒竜江省五常市産のイネ(ジャポニカ米)の銘柄名で、香り米では「五常稲花香」がある。

## 概要
五常が産地の米は、清朝時代には朝廷への献上米になっていたという説があるが、寒冷地満洲で大規模米作が進んだのは、気候の似た日本の北海道の米種「赤毛」や東北地方の米種がもちこまれて以降のことである。日本の満洲経営時期に満鉄が日本の品種「陸羽123」をベースに作付け奨励策をすすめ、日本の満洲経営時期には作付け面積が5倍に増加した。その後も「下北」「石狩白毛」「早生坊主」「胆振早生」などとの交雑で品種改良が行われて今日に至る。
年間の生産量は、約105万トン。価格は通常の約2倍のため、ブレンドした偽造米が約1,000万トン流通すると言われている。日本産のあきたこまちと五常大米の比較では、精米のアミロース含有率（18.0・18.3パーセント）、タンパク質含有率（5.8・6.35パーセント）が低く、長さは（4.2・5.4ミリメートル）であった．完全粒率は高かった（83.4・83.2パーセント）。ブランド米の射陽大米および米大王では精米のアミロース含有率が高く（19.9・19.8パーセント）、タンパク質含有率（8.2・8.0パーセント)、長さが（4.7・4.4ミリメートル）であった。完全粒率は(78.6・69.6パーセント)である。2018年10月9日、中国黒竜江国際米祭が開催。